# Hans Rainsperg
Hans Rainsperg (auch Hans Rainsberg; * 1480 in St. Gallen; † 1548 ebenda) war ein Bürgermeister von St. Gallen (Schweiz).

## Leben
Hans Rainsperg wurde als Sohn seines gleichnamigen Vaters Hans Rainsperg, Zunftmeister, Bürgermeister und Reichsvogt, geboren.
Er war Mitglied der Schusterzunft, von 1515 bis 1517 Elfer und von 1518 bis 1530 Zunftmeister.
1503 wurde er Stadtrichter, 1517 Hofrichter und 1520 Feuerschauer (Kontrollperson im Brandschutz); in der Zeit von 1524 bis 1531 war er Unterbürgermeister und von 1531 bis 1548 im Dreijahresturnus Amtsbürgermeister, Altbürgermeister und Reichsvogt; er teilte sich das Amt mit Joachim Vadian und Ambrosius Schlumpf sowie ab 1542 mit Hans Studer.
Hans Rainsperg war verheiratet.